# Phytoliriomyza queenslandica
Phytoliriomyza queenslandica este o specie de muște din genul Phytoliriomyza, familia Agromyzidae, descrisă de Spencer în anul 1977. Conform Catalogue of Life specia Phytoliriomyza queenslandica nu are subspecii cunoscute.